# تونل (فیلم ۱۳۴۷)
تونل فیلمی به کارگردانی و نویسندگی نادر قانع محصول سال ۱۳۴۷ است.

## داستان
زنی هوسباز به طمع، با پیرمردی ثروتمند ازدواج کرده و سپس با همکاری راننده اش پیرمرد را می‌کشد و از آن پس سعی می‌کند به شوهر جوان دختر پیرمرد دست یابد.

## بازیگران
- پروین غفاری
- مصطفی تاجیک
- داریوش اسدزاده
- سیمین غفاری
- گرجی
- مجلل
- عزیز اصلی